# Ramón Serrano Suñer
Ramón Serrano Suñer (12. září 1901, Cartagena – 1. září 2003, Madrid) byl španělský politik, jedna z klíčových osobností úvodní fáze frankistického režimu. V letech 1938–1942 zastával funkce ministra vnitra a ministra zahraničí. Byl velký sympatizantem nacistického Německa a fašistické ideologie.
Byl švagrem Francisca Franca.

## Život
Ramón Serrano Suñer se narodil v rodině inženýra jako páté ze sedmi dětí. Byl vynikající student. I přes nesouhlas svého otce začal na Madridské univerzitě studovat právo. Jeho spolužákem se stal José Antonio Primo de Rivera, pozdější zakladatel politické strany Falanga a syn budoucího španělského diktátora Miguela Primo de Rivery.
V roce 1938 založil Ramón Serrano španělskou organizaci pro zrakově postižené ONCE, v následujícím roce španělskou tiskovou agenturu EFE. V následujících letech byl jednou z hlavních postav jediné legální politické strany FET y de las JONS.
Významným podílem k vítězství frankistů ve španělské občanské válce (1936–1939) přispělo působení německých Legií Condor. Ve vládních kruzích tedy z hlediska budoucí spolupráce převažovala orientace na Německo, resp. mocnosti Osy. Výrazným zastáncem tohoto přístupu byl právě Serrano Suñer. V červenci 1939 se osobně zúčastnil cesty poslední části italského expedičního sboru na cestě do vlasti.
Vztahy s Německem ale začínaly dostávat trhliny – Španělsko od něj očekávalo výraznější hospodářskou pomoc a další půjčky. Němci pomoc často podmiňovali získáním dalších těžebních koncesí na španělském území, čemuž se však Španělé bránili, aby zamezili vytěžení své surovinové základny a závislosti na Německu. Nepočítali také s tím, že Němci budou tvrdě vymáhat válečné dluhy z občanské války.
Obě země ale spojoval antikomunismus a nenávist k Sovětskému svazu; pro Španěly se tak stal šokem podpis Paktu Ribbentrop–Molotov v srpnu 1939. Jen několik dní před jeho uzavřením se ve Španělsku rozvěšovaly plakáty s citátem Serrana ve znění: „Našimi nepřáteli jsou pouze přátelé Ruska.“ Pak musely být spěšně odstraněny. Pragmatický Serrano Suñer se však přizpůsobil situaci a jím ovládaný falangistický tisk tak napsal, „že se mu [Berlínu] podařilo získat tak mocného spojence,“ nebo „že komunismus je v Rusku již mrtev.“
Dne 16. září 1940 odjel Serrano, tehdy ministr vnitra, se skupinou falangistů do Berlína vyjednávat o možnostech zapojení Španělska do války. Německý ministr zahraničí Joachim von Ribbentrop Serrana tehdy šokoval požadavkem, aby kromě dříve zmíněných německých podmínek Španělé odstoupili Říši některý z Kanárských ostrovů pro vybudování německé námořní a letecké základny. Kromě německých požadavků Serrana velmi nepříjemně překvapil i způsob jednání Němců, kteří k němu nepřistupovali jako k vítanému spojenci, ale jednali s ním povýšeně jako s vyslancem dalšího německého satelitu.
Proněmecká orientace Španělska zůstala přes toto zklamání zachována. Důkazem toho bylo i převzetí funkce ministra zahraničí Serranem 17. října 1940. V tomto úřadě vystřídal plukovníka Juana Beigbedera nakloněného Britům. Funkce ministra vnitra sice zůstala po Serranově odchodu oficiálně neobsazená, ale přes spřízněného právníka Josého Lorenta Sanze si dál udržel moc nad represivními složkami státu, tiskem nebo propagandou. Získal tak druhou nejmocnější pozici ve státě.
Další marné pokusy najít shodu o vstupu Španělska do války se uskutečnily 23. října 1940 ve francouzském městečku Hendaye u španělské hranice, kde se jedinkrát setkal Franco s Hitlerem (přítomen byl i Serrano a Ribbentrop), a 18. listopadu téhož roku v Berchtesgadenu, kam si Hitler pozval Serrana.
Na schůzce v Hendaye sice vznikl návrh tajného protokolu oboustranných závazků, na jehož základě mělo Španělsko patřit k Ocelovému paktu, později také k Paktu tří, a rovněž vstoupit do války proti Británii. Protokol, kterým se Španělsko de facto stalo členem Osy, Serrano podepsal 11. listopadu 1940. Trvající rozpory mezi oběma zeměmi však zabránily jeho naplnění a německá pozornost se pak upřela na Balkán a přípravu útoku na Sovětský svaz.
Mezi Serranem a Francem však postupně vzrůstalo napětí. Serrano se podle Francova mínění vyjadřoval příliš kriticky k falangistické politice, nesouhlasil také s rostoucí mocí katolické církve. Franca také obviňoval z vytváření kultu osobnosti.
Dne 3. září 1942 nahradil Serrana ve funkci ministra zahraničí Francisco Gómez-Jordana Sousa. Jeho úkolem bylo řídit španělskou neutralitu a vzhledem k vývoji války také pracovat na sblížení se Spojenci. Ministrem zahraničí byl již v letech 1938–1939 a jeho návrat do funkce byl vzhledem k jeho slabým sympatiím k Ose kladně přijat Brity i Američany.

### Rodina
V únoru 1932 se Serrano Suñer oženil s Ramonou (Zitou) Polo y Martínez-Valdés. Byla sestrou Carmen Polo, která byla od roku 1923 manželkou budoucího španělského vůdce Francisca Franca. Serrano se tak stal Francovým švagrem, španělsky cuñado. Franco byl od roku 1936 titulován jako generalísimo, nejvyšší generál, a Ramón Serrano v jeho blízkosti začal být přezdíván cuñadísimo – tzn. nejvyšší švagr. Ramón a Zita spolu měli šest dětí.
V roce 1942 se mu narodila ještě nemanželská dcera Carmen Díez de Rivera, ze vztahu se španělskou aristokratkou Sonsoles de Icaza. Pravdu o svém skutečném otci se dozvěděla v 17 letech, když se chtěla zasnoubit se synem Ramóna Serrano a dozvěděla se, že je jejím polovičním bratrem. Později pracovala jako ředitelka kabinetu prvního předsedy vlády po období frankismu Adolfa Suáreze. V letech 1987 až 1999 byla poslankyní Evropského parlamentu.